# Amusgi
Amusgi (russisch Амузги; wissenschaftliche Transliteration Amuzgi) ist ein heute verlassenes Dorf. Es liegt im Rajon Dachadajewski in der nordkaukasischen Republik Dagestan in der Russischen Föderation. 
Amusgi liegt 4–5 Kilometer südwestlich von Kubatschi. Amusgi war in der Vergangenheit ein wichtiges Zentrum der Schmiedekunst; insbesondere war es in Dagestan und darüber hinaus berühmt für seine Blankwaffen. Die in Amusgi hergestellten Alltags- und Landwirtschaftsgeräte aus Eisen und Stahl – Messer, Scheren, Äxte, Hacken, Sicheln, Schlösser, Nägel – sowie Werkzeuge für die Handwerker aus Kubatschi erfreuten sich einer großen Nachfrage.
In Amusgi wurde ein Dialekt der darginischen Sprache gesprochen, der sich vom Darginischen stark unterscheidet und oft „Kubatschinisch“ genannt wird. Zwischen den Dialekten von Kubatschi und Amusgi gibt es kleine Unterschiede.

## Herkunft des Ortsnamens
Amusgi ist eine spätere Neuschöpfung. Auf Kubatschinisch  heißt das Dorf ГӀямудже/ГӀябмудже (IPA: ʕjamudʒe), ʕjamudgan – der Amusginer. Auf Kubatschinisch bedeutet ʕjab 'drei', muda 'Berg', und -an ist das Suffix für einen Bewohner eines bestimmten Ortes. Der Ortsname kann also als „Dorf, auf drei Hügeln gelegen“ übersetzt werden.

## Wehranlagen
Im Mittelalter war das Dorf Amusgi stark befestigt. Im Süden des Dorfes befindet sich eine mehr als 100 Meter hohe Felswand, im Westen und Nordosten wurde im 12.–13. Jahrhundert eine – teilweise erhaltene – Festungsmauer angelegt. Die Mauer ist an ihrem Ende etwa 1,4 Meter stark und heute an verschiedenen Stellen 1,5–3 Meter hoch. Ferner gab es runde Wehrtürme; diese wurden später teilweise in Wohnhäuser umgebaut. Der einzige Eingang ins Dorf befand sich im Osten – ein 2 Meter hoher, etwa 1,5 Meter breiter Torbogen.

## Wirtschaft
Amusgi war wirtschaftlich stets sehr eng verbunden mit Kubatschi. Gemäß E.M. Schilling haben Amusgi und Kubatschi wie eine einzige große Manufaktur koexistiert: in Amusgi wurden die Säbel und Klingen hergestellt, die daraufhin in Scheiden gesteckt und von den berühmten Kubatschiner Handwerkern verzieht wurden.
Womöglich bezieht sich eine Mitteilung von Abu Chamid al-Garnati aus dem 12. Jahrhundert auf Kubatschi und Amusgi, wonach es „nicht weit von Derbent einen großen Berg gebe, an dessen Fuß sich zwei Dörfer befinden. In ihnen lebt ein Volk, das man ‚sirichgeran‘ nennt [...]. Sie stellen allerlei Kriegsgerät her [...]“
Seit dem Mittelalter bis in die 1930er Jahre blieb Amusgi eines der großen Zentren der Herstellung von Säbel- und Dolchklingen; die gesamte erwachsene Bevölkerung, darunter Frauen und Jugendliche, war in diesem Handwerk beschäftigt. Erst nach dem Nachlassen der Nachfrage nach Blankwaffen in den 1930er Jahren begann die Bevölkerung, Landwirtschaft zu betreiben, wenngleich einige Handwerker sich weiterhin in der Schmiedekunst betätigten.

## Deportation der Bevölkerung von Amusgi und weitere Entwicklung
Die Bevölkerung von Amusgi wurde 1944 in den Rajon Derbent oder nach Tschetschenien deportiert und kehrte später nur teilweise wieder zurück. In den 1980er Jahren hatte das Dorf etwa 40 Einwohner. Heute ist das Dorf verlassen, hat jedoch den noch gültigen OKATO-Code 82 218 860 002 als dem Dorfsowjet Uragi unterstellte Ortschaft (heute gleichnamige Landgemeinde, selskoje posselenije). Uragi liegt etwa 2,5 Kilometer Luftlinie westlich von Amusgi an derselben Talseite.

## Amusgi in der Literatur
Der dagestanische Schriftsteller Rassul Gamsatow verfasste ein Gedicht mit dem Titel Die Amusginer (Амузгинцы).